# Жубраче

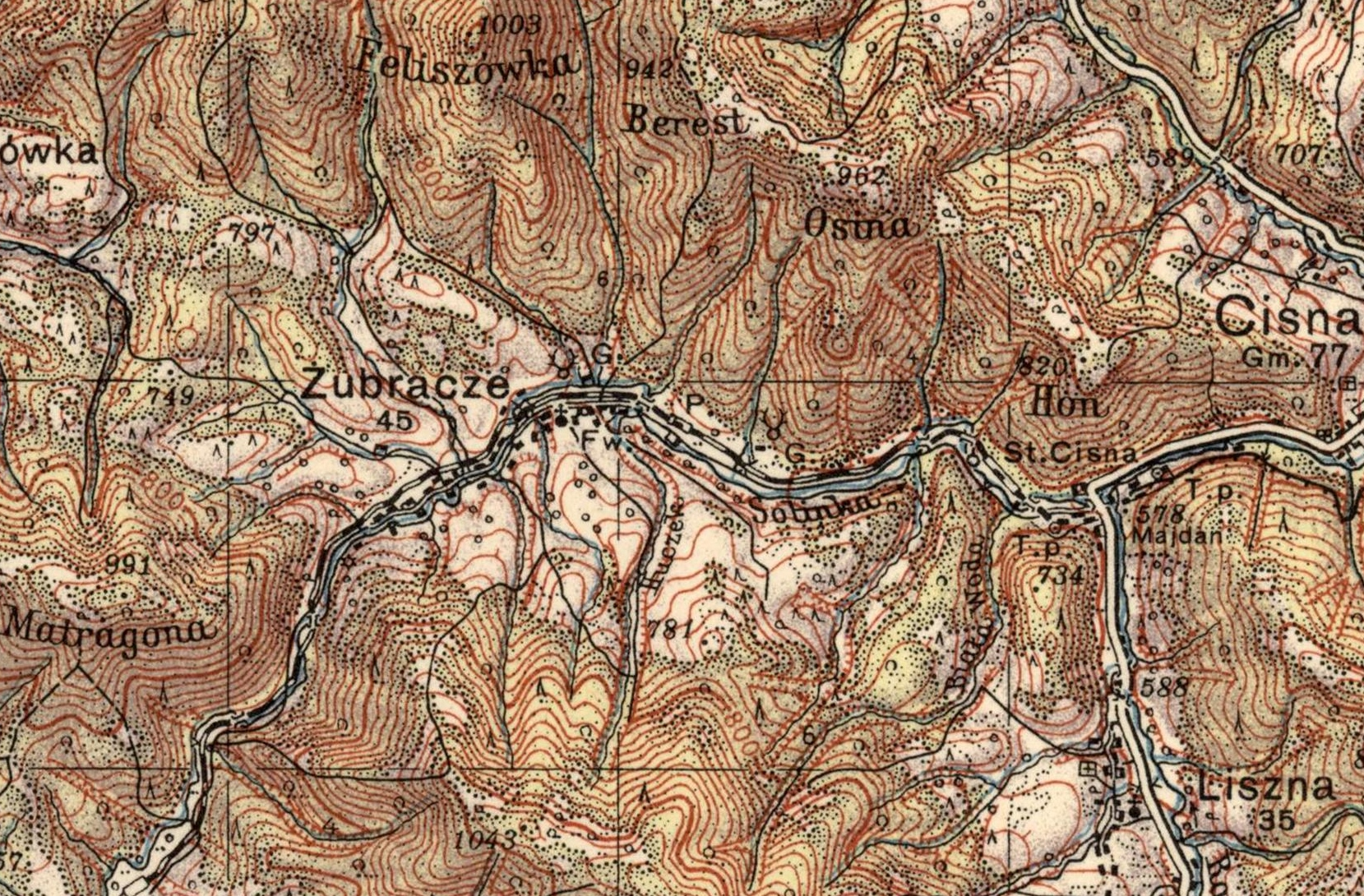
Жубраче на карте Военного географического института, 1938 год

Жубра́че (пол. Żubracze, укр. Зубряче) — село в Польше в сельской гмине Цисна Лесковского повета Подкарпатского воеводства.

## География
Село находится на берегу реки Солинка в долине горных пастбищ Западных Бескид около словацкой границы в 6 км от административного центра гмины села Цисна, в 29 км от административного центра повета города Леско и в 93 км от административного центра воеводства города Жешув.
Через село проходит узкоколейная железная дорога до села Майдан и воеводская дорога № 897.

## История
С 1772 года по 1918 года село входило в состав Австро-Венгрии и с ноября 1918 по январь 1919 года — в Республику Команча.
По своему национальному составу село до 1947 года было украинским. В 1785 году в селе проживало 140 украинцев, 8 евреев и один поляк. В 1908 году в селе была построена греко-католическая церковь святого архангела Михаила на месте старого деревянного храма во имя Успения Пресвятой Богородицы 1867 года строительства. В 1953 году храм был разобран на строительные материалы.
В 1945—1946 годах село пострадало от военных действий между советскими и польскими войсками с одной стороны и отрядами УПА. В 1946 году деревня была сожжена отрядом УПА. В 1947 году украинское население села было переселено в рамках операции «Висла» на территорию Тернопольской области.
В 1975—1998 годах село входило в состав Кросненского воеводства.

## Население
По состоянию на 2013 год в селе проживало 110 человек.

## Известные уроженцы
- Мокий, Елена Михайловна (1940—1991) — Герой Социалистического Труда.